# Будинок Іпатьєва
Будинок Іпатєва — будинок, що був розташований у місті Єкатеринбург на розі Вознесенського проспекту і Вознесенського провулку (тепер ріг вулиць Карла Лібкнехта і Клари Цеткін відповідно), у підвалі якого в ніч з 16 на 17 липня 1918 року було розстріляно разом з сім'єю й прислугою останнього російського імператора Миколу II.
Будинок було побудовано на початку 1880-х років. У 1908 році його придбав інженер М. М. Іпатьєв, у 1918 році будинок в нього було реквізовано радянською владою для розміщення царської сім'ї. Після вигнання більшовиків з Єкатеринбурга будинок був переданий знову у власність М. Іпатьєва, однак він в ньому більше не жив.
У 1927—1932 роках в будинку містився Музей Революції, пізніше — контори різноманітних відомств. У 1975 році Політбюро ухвалило рішення про знесення будинку, яке було виконано першим секретарем Свердловського обкому КПРС Б. Єльциним у вересні 1977 року.
У 2003 році на місці будинку було побудовано Храм на Крові.

## Розташування будинку і його опис

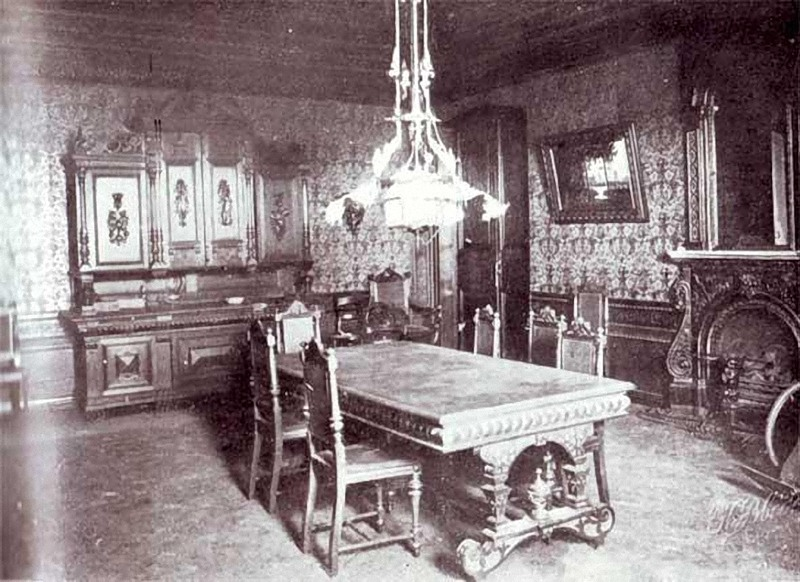
Їдальня в будинку Іпатьєва. Двері на задньому плані ведуть до кімнати великих княжних.

Будинок був побудований на західному, найурвистішому, схилі Вознесенської гірки — височини Єкатеринбурга, на якій стоїть Вознесенська церква у 100 метрах від місця будинку, зведена у 1792—1818 роках. Квартал, в якому було побудовано будинок, формувався з першої третини XVIII століття. Місцевість входила у межі першої фортеці міста. Неподалік розташовувалися садиби Татищева В. М. і Харитонових-Расторгуєвих. На місці Іпатьївського будинку у XVIII столітті стояла дерев'яна церква, побудована у 1766 році. Пізніше там, де розташовувався її вівтар, було поставлено капличку, що проіснувала до 1920-х років.
Будинок являв собою двоповерховий кам'яний особняк. Його архітектура враховувала рельєф гірки. Східний фасад був одноповерховим, західний — двоповерховим. До західної стінки будинку був прибудований ґанок. У східній частині будинку був підвальний поверх, з якого був вихід на південний фасад будинку. Довжина будинку становила 31 м, ширина — 18 м. Головний вхід був з Вознесенського проспекту, тобто зі східного боку будинку. У будинку був водопровід і каналізація, до нього була проведена електрика і телефонний зв'язок.

## Власники будинку

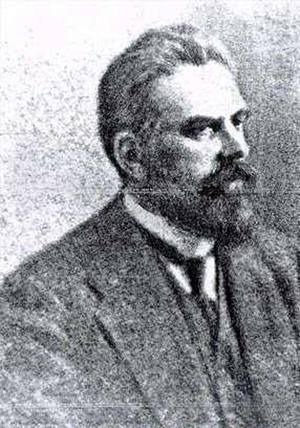
Власник будинку у 1908—1918 роках М. Іпатьєв.

Будинок було побудовано на початку 1880-х років гірничим чиновником статським радником І. І. Редикорцевим. У 1898 році, щоб виправити фінансовий стан, його вдова продала будинок золотопромисловцю І. Шаравьєву. На початку 1908 року будинок придбав М. Іпатьєв (1869—1938), виплативши колишньому власнику 6 тис. рублів. Родина Іпатьєва жила у приміщеннях верхнього поверху, а у приміщеннях на нижньому поверсі розташовувалася його контора підрядних робіт.
27 квітня 1918 року Іпатьєву було запропоновано протягом двох діб звільнити будинок. Навесні 1918 року Іпатьєв був у від'їзді. 22 липня 1918 року йому повернули ключі від будинку, але він в ньому більше не жив і згодом виїхав з Росії.

## Романови у будинку

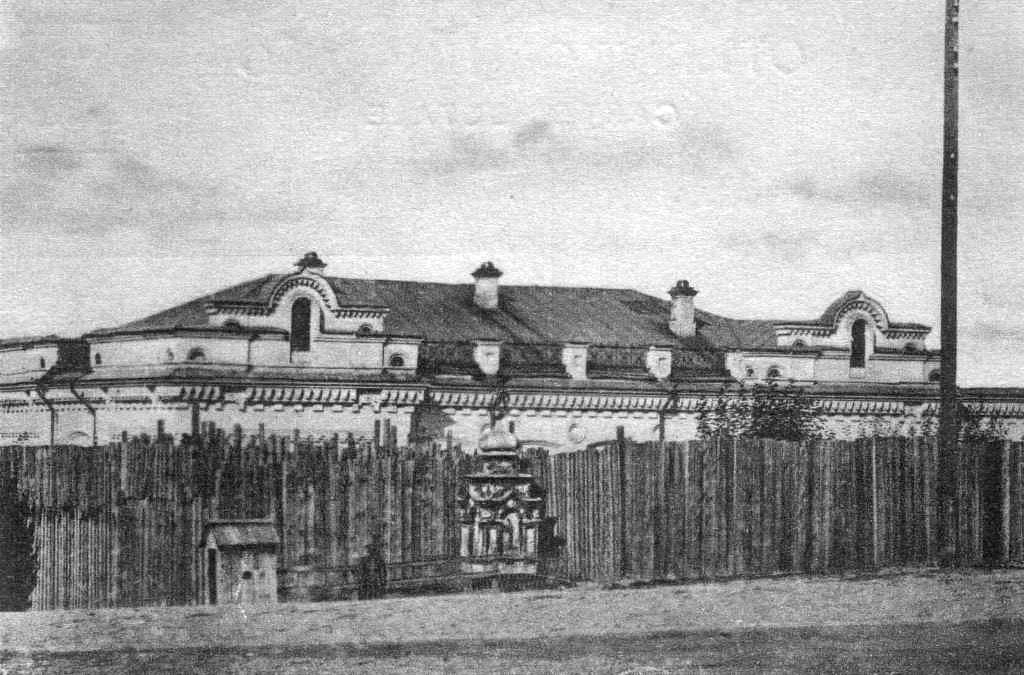
Будинок Іпатьєва у 1918 році, коли в ньому утримувався Микола II, його родина й обслуга.

Після виселення Іпатьєва будинок оточили подвійним парканом, що закривав вікна й мав лише одну хвіртку, перед якою постійно чергував вартовий. Більшовики називали його будинком особливого призначення. 28 квітня 1918 року у будинок було привезено Миколу II, його дружину й дочку Марію й пізніше — інших членів родини. У будинку Іпатьєва царська родина утримувалася 78 днів.
В ніч з 16 на 17 липня 1918 року Микола II з родиною й прислугою були розстріляні у підвалі будинку.